# 白條扁蚜
白條扁蚜（学名：Pseudoregma albostriate）为扁蚜科角扁蚜屬下的一个种。